# Clusia lopezii
Clusia lopezii är en tvåhjärtbladig växtart som beskrevs av Bassett Maguire. Clusia lopezii ingår i släktet Clusia och familjen Clusiaceae. Inga underarter finns listade i Catalogue of Life.